# Palavrantiga
Palavrantiga é uma banda brasileira de rock cristão  formada em meados de 2007, quando seus integrantes eram a banda de apoio da cantora Heloisa Rosa, e com incentivo da própria, vendo algumas composições de Marcos Almeida, decidiram montar um grupo musical. Com a artista, os membros do quarteto lançaram três álbuns. Em 2008 lançaram o primeiro trabalho do grupo, o EP Palavrantiga - Volume 1, que mais tarde seria uma prévia de seu primeiro CD, Esperar é Caminhar, com distribuição da CanZion e produzido pelo cantor Silva. O disco recebeu positivas avaliações da mídia especializada e do público, que, mais tarde levou o Palavrantiga a ser indicado na categoria Revelação no Troféu Promessas.
Em novembro de 2012, pela gravadora Som Livre, o quarteto lançou o projeto Sobre o Mesmo Chão, produzido por Jordan Macedo e gravado com composições inteiramente autorais, assim como o anterior. A obra, diferentemente da anterior trouxe arranjos e uma proposta musical mais "abrasileirada", com letras tematicamente mais complexas. Sua versão digital foi destaque nos primeiros dias de venda.
O grupo é marcado como um dos principais representantes do novo movimento, o qual as bandas Aeroilis e Tanlan foram precursoras, na intenção de não se limitarem as barreiras religiosas de criação musical e de público, com influência da filosofia de Hans Rookmaaker. Em 2014, o vocalista Marcos Almeida anunciou sua saída da banda. O grupo se dissolveu,mas retornou no ano de 2018.
.

## História

### Antes do Palavrantiga (2004-2008)
Segundo o vocalista Marcos Almeida, a junção dos quatro integrantes do Palavrantiga não foi imediata. Tudo ocorreu em meados de 2004, quando a cantora Heloisa Rosa iniciava carreira solo. O baixista Felipe Vieira e o baterista Lucas Fonseca já eram integrados à sua banda de apoio, enquanto mais tarde Josias Alexandre, irmão de Heloisa entrara. Finalmente, faltava um tecladista para o grupo. Uma amiga de Heloisa Rosa indicou-a seu irmão, Marcos Almeida, que estudava piano.
Após Liberta-me, a formação estava completa, embora existissem muitas disparidades entre os músicos. Os que os uniam eram a afinidade e amizade. Mais tarde, com a gravação de Unção que Une (parceria entre Heloisa e Atmosfera de Adoração), o quarteto do Palavrantiga trabalhou no último álbum antes de sua divisão - Andando na Luz - ao qual trouxe, como diferencial ao anterior mais toques de teclado, incluindo a participação de Marcos nos vocais em "Pai".
Heloisa Rosa casou-se em meados de 2007 e, durante essa época, os membros do Palavrantiga a apresentaram algumas letras de Marcos Almeida. Devido à amizade entre os quatro, e pelo material já existente, ela apoiou os quatro a formarem uma banda própria.

### Primeiros projetos (2008-2010)

O cantor Silva produziu dois álbuns do Palavrantiga e trabalhou como músico convidado em todos eles.

A primeira prévia do trabalho do Palavrantiga foi lançada em 2008. O EP, intitulado Palavrantiga - Volume 1, foi lançado em formato físico em SMD e alcançou uma popularidade acima do esperado para um trabalho independente. Destacou-se a canção "Casa", o primeiro hit do grupo, também regravada pela dupla sertaneja Chrystian & Ralf, e "Pensei", gravada em videoclipe.
A seguir, em meados de 2009, o vocalista Marcos Almeida gravou novas canções, e com produção de Jordan Macedo e Lúcio Souza o Palavrantiga produziu o que viria a ser Esperar é Caminhar, com quatro das seis músicas do disco anterior, com inéditas. A obra foi masterizada no Abbey Road Studios, conteve a participação de Thalles Roberto na faixa-título, e recebeu avaliações positivas da crítica especializada. Tal produção independente foi distribuída pela CanZion Brasil.

### Sobre o Mesmo Chão (2010-atualmente)
Ao passar do tempo, com a influência filosófica de Hans Rookmaaker, a música do Palavrantiga passou a apresentar conceitos e ideias que culminaram no álbum Sobre o Mesmo Chão, que coincidiu com a contratação na gravadora Som Livre. Almeida cita que um representante da gravadora assistiu um show da banda e mostrou-se interessado pela musicalidade do grupo, embora tenha se sentido confuso com o discurso ao qual apresentava. A respeito da categoria a qual a gravadora deveria rotular a banda, o Palavrantiga sugeriu que fosse apenas rock nacional, aproximando-se do crossover.
O trabalho foi lançado em novembro de 2012, e recebeu críticas mistas. O portal Fita Bruta considerou-o um trabalho contraditório e hermético em sua filosofia. "Soa mesmo como um grupo de rock cristão tentando não sê-lo. Nem quente, nem frio. Um disco morno, de uma banda que pode voltar a surpreender ao decidir se desvencilhar de vez da imagem cristã – onde está a real massa de público do grupo, vale lembrar – ou voltar às próprias origens e resgatar canções como “Casa”, “O amor que nos faz um” e “Feito de barro”", citou o jornalista, autor da resenha. Em contrapartida, outras mídias especializadas, principalmente de origem cristãs elogiaram o trabalho.
Em maio de 2014, a banda anunciou que Marcos Almeida sairia da banda até o fim da turnê de Sobre o Mesmo Chão, em julho daquele ano.
Porém, em 2017 Marcos Almeida com a intenção de retorno da Banda, procurou os integrantes. Fato esse  que foi consumado a volta da Palavrantiga em maio de 2018.

## Integrantes
- Marcos Almeida - vocais, teclado, guitarra, violão (2007-presente)
- Felipe Vieira - baixo (2007-presente)
- Gabriel Vicente - guitarra (2018-presente)
- Raysllan Naydell - bateria (2018-presente)
- Johnny Essi - teclado (2018-presente)
- Josias Alexandre - guitarra e violão (2007-2014)
- Lucas Fonseca - bateria (2007-2014)

## Discografia
EPs
- 2008: Palavrantiga - Volume 1 (+ 5.000 cópias vendidas)

Álbuns de estúdio
- 2010: Esperar é Caminhar (+ 5.000 cópias vendidas)
- 2012: Sobre o Mesmo Chão (+ 25.000 cópias vendidas)

Álbum Ao Vivo
- 2019: Palavrantiga Ao Vivo

Cancelados
- 2011: Uma Noite em Recife

Singles
- 2018: "Toda Vez que Você me Vê"

## Controvérsias

### A relação com oCatedral
Em entrevista à Billboard Brasil, o vocalista Marcos Almeida realizou algumas críticas a respeito da banda Catedral. Quando perguntado sobre a ligação do Palavrantiga, Aeroilis, Tanlan e Adorelle com a tentativa de atuar no mercado dito "secular", Marcos comentou: "Sobre o Catedral, não compartilhamos de suas intenções – no fundo desconhecidas para todos nós. Aliás, no inicio da caminhada cheguei a enviar um longo e-mail para o Kim, perguntando sobre alguns assuntos que até hoje beiram a lenda urbana, especificamente sobre essa migração da banda para o secular. Não tive resposta. Mas, de qualquer forma, conseguimos ver que  utilizar o pensamento de que  “é preciso deixar o religioso para ir ao secular”- ou como você colocou, “deixar um mercado para ir ao outro”, é reforçar certo maniqueísmo próximo aos formatos partidários de esquerda e direita. Quem toma partido fica partido!".
Meses depois, o vocalista do Catedral, Kim, foi questionado a respeito da citação de Marcos Almeida numa entrevista a um portal cristão.
| “ | Não o conheço pessoalmente, mas já disse a ele mesmo em uma rede social que ele se equivocou brutalmente ao dar declarações nesse sentido nos citando sem conhecer a banda. Na verdade acho até engraçado esse tipo de declaração! Não só a ideia, mas como toda a prática dessa ideologia no mercado brasileiro nasceu com a banda Catedral! E não agora, mas em 1999, ou seja, há 14 anos! Dá pra imaginar uma atitude dessas em 1999/2000? Pois é, coragem é sinônimo de Catedral! Queiram ou não temos história, fatos, resultados que confirmam tudo isso, enquanto muita gente ainda tem que comer muito feijão com arroz em vários sentidos… | ” |

Mais tarde, Marcos Almeida teceu elogios à banda por um vídeo gravado, e Kim, em outra entrevista disse que "não o conheço pessoalmente, portanto nunca poderia haver um desentendimento real entre as partes. Houve apenas um mal entendido dentro de uma colocação a meu ver feita de forma infeliz, mas já esta superado."